# Libnotes palaeta
Libnotes palaeta är en tvåvingeart som först beskrevs av Alexander 1942.  Libnotes palaeta ingår i släktet Libnotes och familjen småharkrankar. Inga underarter finns listade i Catalogue of Life.